# أيزيا فلمور
أيزيا فيلمور (بالألمانية: Isaiah Philmore) مواليد 20 سبتمبر 1989 في إل باسو، هو لاعب كرة سلة ألماني. بدأ مسيرته الاحترافية في سنة 2014. يلعب مع تايغرز توبينغن في الدوري الألماني لكرة السلة. يحمل الرقم 31. يبلغ طوله 6 قدم 8 بوصة (2.0 م).

## المسيرة الاحترافية
لعب مع راتيوفارم أولم في الدوري الألماني في موسم 2014–2015، ثم لعب مع تليكوم باسكتس بون في موسم 2015–2016، ثم لعب مع تايغرز توبينغن في الدوري الألماني في سنة 2016.

## روابط خارجية
- هذه المقالة غير مرتبط بويكي بيانات